# The Miracle of Teddy Bear
The Miracle of Teddy Bear (tiếng Thái: คุณหมีปาฏิหาริย์; RTGS: Khun Mee Patihan) là một bộ phim truyền hình Thái Lan phát sóng năm 2022 với sự tham gia của Sarin Ronnakiat (In) và Thuchapon Koowongbundit (Job). Bộ phim được đạo diễn bởi  Yuthana Lorphanpaibul và sản xuất bởi Channel 3. Đây là một trong mười hai dự án phim truyền hình dự kiến sẽ lên sóng nửa đầu năm 2022. Bộ phim được phát sóng vào thứ Sáu, thứ Bảy và Chủ nhật trên Channel 3 bắt đầu từ ngày 27 tháng 3 năm 2022. Bộ phim kết thúc vào ngày 1 tháng 5 năm 2022. Phim cũng được chiếu trên nền tảng Netflix.

## Nội dung
Taohu (Sarin Ronnakiat) là một chú gấu teddy trắng và là vật đã an ủi Nut (Thuchapon Koowongbundit) trong mười năm qua. Tuy nhiên, anh ấy không phải là chú gấu teddy bình thường, anh ấy có khả năng giao tiếp với các vật dụng khác trong nhà. Một ngày nọ, chú gấu teddy bỗng nhiên biến thành một chàng trai trẻ nhưng anh ấy không thể nhớ bản thân mình là ai. Taohu tìm mọi cách để biết mình là ai, nhưng mọi thứ trở nên phức tạp khi anh nhận ra chính bản thân anh có liên quan đến bí mật đen tối của chủ nhà. Anh ấy phải nhanh chóng tìm ra bởi vì thời gian làm người của anh đang cạn dần và anh muốn nhận ra bản thân mình, đồng thời muốn dành thời gian cho người mình yêu.

## Diễn viên

Dàn diễn viên trong phim.

Dưới đây là dàn diễn viên của bộ phim:

### Diễn viên chính
- Sarin Ronnakiat (In) vai Taohu/Neung
- Thuchapon Koowongbundit (Job) vai Nut
  - Nantapat Apiwat (Neve) vai Nut (lúc nhỏ)

### Diễn viên phụ
- Thanapon Jarujitranon (Tee) vai Song (em trai của Neung)
  - Thankorn Kanlayawuttipong (Angpao) vai Song (lúc nhỏ)
- Parada Chutchavalchotikul (First) vai Kensit (bạn thân của Nut)
- Apasiri Nitibhon (Um) vai Mathana (mẹ của Nut)
- Rinlanee Sripen (Joy) vai Satjaree
- Chatayodom Hiranyatithi (Chai) vai Saen (ba của Nut)
- Tantachj Tharinpirom (Judo) vai Tathan (bạn thân của Neung)
- Punpreedee Khumprom Rodsawat (PP) vai Phrippri (đồng nghiệp của Nut)
- Thanayong Wongtrakul (Kradum) vai Anik (ba của Neung và Song)
- Sukol Sasijulaka (Jome) vai Sittha (ba của Kensit)
- Warapun Nguitragool vai Kanya (mẹ của Kensit)

## Đánh giá
- Trong bảng dưới đây, màu xanh biểu thị rating thấp nhất và màu đỏ biểu thị rating cao nhất.

| Tập        | Ngày phát sóng      | Khung giờ (UTC+07:00) | Tỷ lệ rating trung bình | Ref.  |
| ---------- | ------------------- | --------------------- | ----------------------- | ----- |
| 1          | 27 tháng 3 năm 2022 | Chủ nhật 20:25        | 0.851                   | [ 2 ] |
| 2          | 1 tháng 4 năm 2022  | Thứ sáu 20:30         | 1.346                   | [ 3 ] |
| 3          | 2 tháng 4 năm 2022  | Thứ bảy 20:25         | 0.891                   | [ 3 ] |
| 4          | 3 tháng 4 năm 2022  | Chủ nhật 20:25        | 1.017                   | [ 3 ] |
| 5          | 8 tháng 4 năm 2022  | Thứ sáu 20:30         | 1.030                   | [ 4 ] |
| 6          | 9 tháng 4 năm 2022  | Thứ bảy 20:25         | 1.008                   | [ 4 ] |
| 7          | 10 tháng 4 năm 2022 | Chủ nhật 20:25        | 0.879                   | [ 4 ] |
| 8          | 15 tháng 4 năm 2022 | Thứ sáu 20:30         | 0.988                   | [ 5 ] |
| 9          | 16 tháng 4 năm 2022 | Thứ bảy 20:25         | 0.947                   | [ 5 ] |
| 10         | 17 tháng 4 năm 2022 | Chủ nhật 20:25        | 0.762                   | [ 5 ] |
| 11         | 22 tháng 4 năm 2022 | Thứ sáu 20:30         | 1.055                   | [ 6 ] |
| 12         | 23 tháng 4 năm 2022 | Thứ bảy 20:25         | 1.039                   | [ 6 ] |
| 13         | 24 tháng 4 năm 2022 | Chủ nhật 20:25        | 0.970                   | [ 6 ] |
| 14         | 29 tháng 4 năm 2022 | Thứ sáu 20:30         | 1.129                   | [ 7 ] |
| 15         | 30 tháng 4 năm 2022 | Thứ bảy 20:25         | 0.961                   | [ 7 ] |
| 16         | 1 tháng 5 năm 2022  | Chủ nhật 20:25        | 1.014                   | [ 7 ] |
| Trung bình | Trung bình          | Trung bình            | 0.993                   | 1     |

^1  Dựa trên tỷ lệ rating trung bình mỗi tập.